# Dexia tenuicornis
Dexia tenuicornis là một loài ruồi trong họ Tachinidae.